# Mecocerculus stictopterus
Mecocerculus stictopterus là một loài chim trong họ Tyrannidae.